# King of the Hill (Симпсоны)
«King of the Hill» (с англ. — «Царь горы») — двадцать третий эпизод девятого сезона мультсериала «Симпсоны». Впервые вышел в эфир 3 мая 1998 года. Сценарий написал Джон Шварцвельдер, а режиссёром серии выступил Стивен Дин Мур. Название серии — отсылка к мультсериалу «Царь горы».

## Сюжет
Симпсоны отправляются на ежегодный церковный пикник. На пикнике дети затевают игру «Захват флага». Барт решает принять Гомера в свою команду и очень скоро жалеет о этом — Гомер оказывается физически неспособным и опять позорит Барта на глазах у его друзей. Гомер очень переживает по этому поводу и решает измениться: прямо ночью он начинает тренироваться на улице, бегать вместе с собакой Симпсонов. Он добегает до магазина «На скорую руку» и на витрине замечает новые энергетические батончики, которые рекламирует Райнер Вульфкасл, звезда фильмов про Макбейна. Позже он встречается с тем же Вульфкаслом в гимнастическом зале и целых два месяца занимается со штангой, чем приятно удивляет семью. Также он ест только энергетические батончики.
Позже Вульфкаслу предлагают ради рекламы батончиков забраться на самую высокую гору в Спрингфилде Смертелунгму, но он отказывается, и тогда Барт предлагает на эту роль своего отца. Хотя Гомеру не очень хочется туда, несмотря на то, что дедушка рассказал ему о том, как его предал друг, Макаллистер, во время их восхождения на Рог убийства, Гомер соглашается ради сына и получает помощь от двух шерпов, но увольняет их, проснувшись однажды ночью и обнаружив, что они тайно тащат его.
Гора оказывается слишком коварной и высокой для Гомера, который укрывается в пещере. Там он находит замороженное тело Макаллистера и доказательства, подтверждающие, что его предал дедушка Симпсон. Не в силах продолжать восхождение от усталости и стыда, Гомер втыкает свой флагшток на плато. Из-за возникшей трещины остальная часть горы обрушивается, и плато становится вершиной горы. Гордый своим достижением, Гомер, используя тело Макаллистера как сани, спускается по склону вниз, где его встречает толпа.